# Irvine (Kalifornie)
Irvine je město v Orange County v jižní části státu Kalifornie ve Spojených státech amerických. Rozkládá se na 172,1 km² a má 307 670 obyvatel. Město je pojmenováno po Jamesi Irvinovi II.
Vzhledem k vysokému počtu pracovních míst a skvěle hodnoceným veřejným školám byl Irvine vybrán v roce 2012 jako 6. nejlepší místo pro život v USA. Je také vedeno jako nejbezpečnější mezi americkými městy nad 100 000 obyvatel.

## Geografie
Sousedními městy jsou Tustin na severu, Santa Ana na severovýchodě, Lake Forest na východě, Laguna Hills na jihovýchodě, Newport Beach na jihozápadě a Costa Mesa na západě. Větším tokem v blízkosti Irvine je řeka San Diego Creek. Město leží v širokém rovném údolí mezi hřebenem The Loma Ridge a kopci San Joaquin Hills.

### Podnebí
Irvine, jako většina měst v jižní Kalifornii má středomořské podnebí; léta jsou horká a slunečná, v zimě teplota většinou neklesne pod bod mrazu. Srážky se vyskytují převážně v zimních měsících.

## Ekonomika
Díky silné, rychle rostoucí ekonomice Irvine se kraj Orange County zařadil mezi deset nejrychleji rostoucích trhů práce. Město bylo také ohodnoceno jako jedno z nejlepších pro začínající firmy a podnikatele. Největším zaměstnavatelem je Kalifornská univerzita s 15 750 zaměstnanci.